# Władysław Dubacki
Władysław Dominik Dubacki (ur. 20 maja 1937 w Chodczu) – polski działacz partyjny i państwowy, inżynier rolnik, w latach 1979–1981 wicewojewoda elbląski.

## Życiorys
Syn Dominika i Józefy. W latach 70. kształcił się w Centralnej Szkole Partyjnej PZPR, został też absolwentem Wyższej Szkoły Rolniczej w Olsztynie. W latach 1951–1956 należał do Związku Młodzieży Polskiej, natomiast od 1960 do 1963 był wiceprzewodniczącym olsztyńskiego zarządu wojewódzkiego Związku Młodzieży Wiejskiej. W międzyczasie wstąpił do Polskiej Zjednoczonej Partii Robotniczej, od 1962 do 1963 kolejno należał do egzekutywy Komitetu Powiatowego w Kętrzynie i był instruktorem w Komitecie Wojewódzkim w Olsztynie. Od 1965 do 1969 pozostawał radnym Rady Narodowej w Kętrzynie. W latach 1963–1971 sekretarz ds. rolnych, a następnie do 1975 – I sekretarz KP PZPR w Kętrzynie, jednocześnie od 1971 do 1975 członek Komitetu Wojewódzkiego w Olsztynie. Od 1975 do 1977 kierownik Wydziału Organizacyjnego Komitetu Wojewódzkiego PZPR w Elblągu, w latach 1978–1981 zasiadał w jego egzekutywie. Od października 1979 do lipca 1981 pełnił funkcję wicewojewody elbląskiego, następnie był dyrektorem Zjednoczenia PGR Elbląg. Należał do założycieli Związku Pracodawców Rolnych, został też wiceprezesem Pomorskiej Federacji Związków Pracodawców Dzierżawców i Właścicieli Rolnych.